# 무라타 쇼
무라타 쇼(일본어: 村田 翔, 1987년 4월 2일 ~ )는 일본의 전 축구 선수이다.

## 구단 경력
그는 2010년부터 2017년까지 J리그의 미토 홀리호크, 더스파구사쓰 군마에서 활동하였다.